# زمردماهی مائوری جنوبی
زمردماهی مائوری جنوبی (نام علمی: Ophthalmolepis lineolata) نام یک گونه از خانواده زمردماهیان است.